# Грозный (Победенское сельское поселение)
Гро́зный — хутор в Майкопском муниципальном районе Республики Адыгея России.
Входит в состав Победенского сельского поселения.

## Население
| 2002 | 2010 | 2013 | 2014 | 2015 | 2016 | 2017 |
| ---- | ---- | ---- | ---- | ---- | ---- | ---- |
| 568  | ↗640 | ↗665 | ↗680 | ↘670 | ↗706 | ↗710 |
| 2018 | 2019 | 2020 | 2021 | 2023 | 2024 |      |
| ↘695 | ↗704 | ↗712 | ↘670 | ↗680 | ↗694 |      |

### Национальный состав
По данным Всероссийской переписи населения 2021 года:
| Народ               | Численность, чел. | Доля от всего населения, % |
| ------------------- | ----------------- | -------------------------- |
| русские             | 492               | 73,43 %                    |
| другие / не указано | 178               | 26,57 %                    |
| всего               | 670               | 100,0 %                    |

## Улицы
| - ул. Заводская, - ул. Зелёная, - ул. Мостовая, - ул. Подгорная, - ул. Подлесная, | - ул. Речная, - ул. Родниковая, - пер. Цветочный, - ул. Школьная, - ул. Энгельса. |